# Taxeotis thegalea
Taxeotis thegalea är en fjärilsart som beskrevs av Turner 1939. Taxeotis thegalea ingår i släktet Taxeotis och familjen mätare. Inga underarter finns listade i Catalogue of Life.